# フランソワ・アラゴ
ドミニク・フランソワ・ジャン・アラゴ（フランス語: Dominique François Jean Arago, カタルーニャ語: Domènec Francesc Joan Aragó、1786年2月26日 – 1853年10月2日）は、フランスの数学者、物理学者、天文学者で政治家である。物理学では光学や創成期の電磁気学に大きく寄与し、また政治家としても業績を残した。

## 前半生
1786年2月26日、ピレネー＝オリアンタル県ペルピニャン近くの小村エスタジェルに4人兄弟の長男として生まれた。弟のジャン (1788-1836) は北アメリカに渡り、メキシコ軍の将軍になった。ジャック・エティエンヌ・ヴィクトル (1799-1855) は探検家ルイ・ド・フレシネの探検航海 (1817-1821) に参加し、帰国後はジャーナリスト兼劇作家となった。末っ子のエティエンヌ・ヴァンサン (1802-1892) は作家としてオノレ・ド・バルザックと合作したこともあり、その後も合作の形で数多くの作品を書いた。
軍人になると決め、エコール・ポリテクニークに入学するためにペルピニャンの学校で数学を勉強し始めた。2年半で受験に必要な科目を全て勉強し、トゥールーズで行われた入学試験ではジョゼフ＝ルイ・ラグランジュについての知識で試験官を驚かせた。
1803年末にパリのエコール・ポリテクニークに入学し、砲兵としての道を歩もうとした。翌年、シメオン・ドニ・ポアソンの助言と推薦に従いパリ天文台で助手の仕事に就いた。そこでピエール＝シモン・ラプラスと知り合い、その影響もあってジャン＝バティスト・ビオとともに子午線弧長の測量（これに基づいてメートルの正確な長さを規定する目的があり、ジャン＝バティスト・ジョゼフ・ドランブルによって始められたがピエール・メシャンの死で中断していた）を完成する任務を与えられた。アラゴとビオは1806年にパリを発ちスペインの山岳地帯で作業を開始した。ビオは測量範囲の最南端であるフォルメンテラ島の緯度を特定した時点でパリに帰ったが、アラゴは作業を続行した。
ビオが戻った後、フランス軍がスペインに侵入して政治的混乱が生じ、バレアレス諸島にまでその影響が出てきた。アラゴの活動は地元民から疑われ、Mola de s'Esclopの頂上で火を焚いたのがフランス軍と連絡を取ろうとしたスパイ活動だとされ、1808年6月にベルベル城に投獄された。7月28日、釣り船を奪って島を脱出し、8月3日にアルジェに漂着。そこでマルセイユ行きの船を見つけ、同行させてもらえることになった。しかし8月16日、マルセイユに船が近づいたころにスペイン人海賊に襲撃された。他の船員と共にロザスに連れて行かれ監禁されていたが、フランス軍がロザスに到達したことで解放され、捕らわれていた人々はパラモスに送られた。
3か月の懲役の後、アラゴたちはアルジェ太守の要請で解放され、11月28日に再びマルセイユに船で向かうことになった。しかし、船は北風に押し返され、ベジャイアに漂着。ベジャイアからアルジェまで向かうのに船で移動する場合は3か月もかかると聞くと、ムスリム聖職者の案内で陸路をとり、12月25日にアルジェに戻った。アルジェで6か月を過ごした後、1809年6月21日に再びマルセイユ行きの船に乗った。マルセイユに無事到着したものの、検疫のためしばらく隔離された。ここで受け取った最初の手紙はアレクサンダー・フォン・フンボルトからのものであり、その後彼らの交流は終生続いた。

## 科学者として
アラゴは帰国までアフリカ北部を転々としたが、調査記録の保管には成功した。パリに戻った彼が最初にしたことはそれらをフランス経度局に提出することだった。その結果1809年に23歳の若さで科学アカデミー会員に選ばれ、またエコール・ポリテクニークの解析幾何学教授（ガスパール・モンジュの後任）に選ばれた。同時に帝立天文台の天文学者の1人に指名された。彼は同天文台に死ぬまで住むことになり、1812年から1845年まで一般大衆向けの天文学講座をそこで行い成功を収めた。
1816年にはジョセフ・ルイ・ゲイ＝リュサックとともにAnnales de chemie et de physique（化学物理学年報）を創刊し、また1818年/1819年にはビオとともにフランス、イングランド、スコットランドの沿岸で測量を行った。彼らはスコットランドのリースとシェトランド諸島で秒振り子の長さを測定し、スペインでの測定結果と共に1821年に発表した。その直後、アラゴは経度局の職員に選ばれ、天文学や気象学さらには土木工学の重要な科学的知見と共に、アカデミー会員の回想録などを21年間に渡って年報に寄稿し続けた。
アラゴの初期の物理学的研究としては、1818年から1822年にかけての蒸気の温度と圧力の関係、および音速についてのものがある。続いて磁気の研究を行い、1820年には電流による鉄の磁化を、1824年には回転磁気（磁針の下で銅の円板を回転させるとその動きが磁針に伝わる現象、通称「アラゴーの円板」）を発見し、のちの電磁誘導発見への道を拓いた。
1811年頃から光学の研究を行い、特にフレネルとともに行った偏光の研究でアラゴスポットと呼ばれるようになった現象を観測し、1816年に光はエーテルの振動による波動であってその振動方向は進行方向に対して垂直であるとの結論に達した。その後の偏光器の発明や回転偏光の発見はアラゴの業績である。アラゴは1812年に世界初の偏光フィルターを発明した。

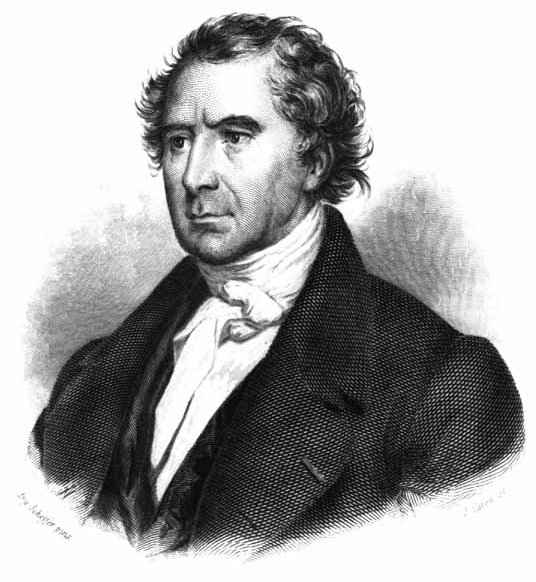
フランソワ・アラゴ

アラゴは光学や磁気に関する実験や発見で名声を獲得し、1825年にはロンドン王立協会からコプリ・メダルを受賞した。アラゴはまた、長い間予想されていたオーロラと磁気の関係を証明した。1818年にロンドン王立協会の外国人会員に、1828年にスウェーデン王立科学アカデミーの外国人会員に選ばれた。1850年にはロンドン王立協会のランフォード・メダルを受賞した。
光学においては自身で重要な発見をしただけでなく、オーギュスタン・ジャン・フレネルへの影響が重要であり、同時にエティエンヌ・ルイ・マリュスやトマス・ヤングにも影響を与えた。
19世紀初め、この3人の学者は光の波動論を提唱していた。フレネルの主張はラプラス、ポアソンやビオには支持されなかったが、一方でフンボルトとアラゴからは熱烈に支持された。アラゴはアカデミーに光の波動論に関する報告を提出し、そこからフレネルとの親交が始まり、先述の偏光に関する実験へとつながった。そこからアラゴは偏光器を生み出し、それを使っていくつかの興味深い実験を行った。また石英の回転偏光力を発見したのもアラゴである。
アラゴは光の波動説を支持する中で、空気、水、ガラスなど様々な媒質中の光の速度を測定することを提案した。光が粒子なら媒質の密度が高いほど光は加速され、光が波動なら逆に遅くなるはずである。1838年にアラゴがアカデミーに提案した実験装置は、チャールズ・ホイートストンが1835年に放電の速度を測定するのに用いた鏡を使うものだったが、この実験には細心の注意が必要であり、1848年革命で一時中断することになった。その後、1850年春に実験ができるようになったが、そのころ彼はかなり視力が衰えていたため実験ができなくなり、アルマン・フィゾーとレオン・フーコーが代わって実験を行った。

## 政治家

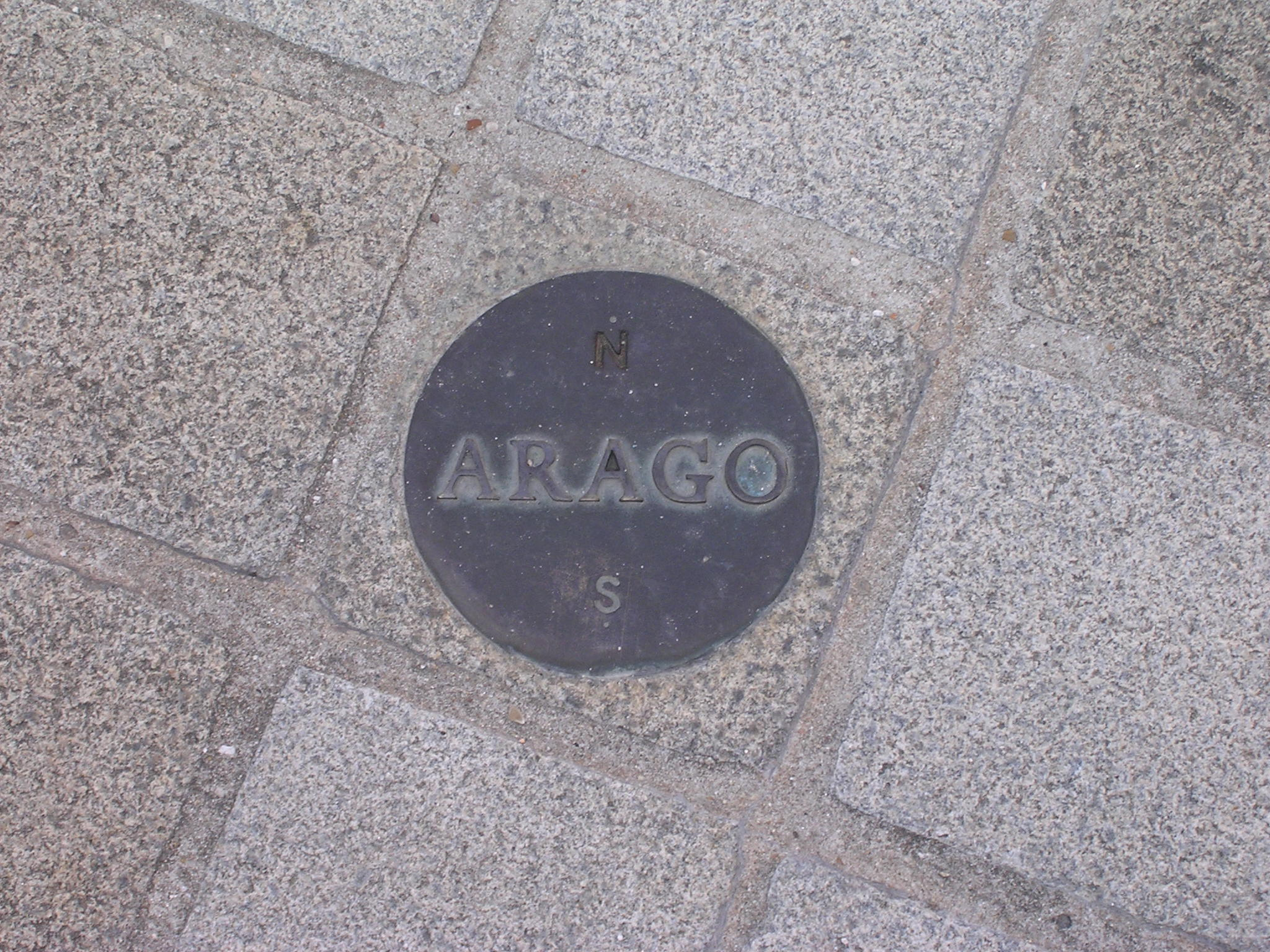
アラゴによる子午線弧の測定を記念して、パリ子午線に沿って9.2kmの範囲に設置された135個のメダリオンの1つ

政治的には一貫して共和主義を支持していたアラゴは1830年に代議院議員に選ばれ、雄弁さと科学知識を背景として公共教育、発明者への褒賞、科学技術振興などに成果を残した。たとえば写真を発明したジャック・ダゲールに対する褒賞、フェルマーやラプラスの著作の出版、鉄道および電信の発展などは彼の主張によるものである。
同1830年にはパリ天文台長にも任命され、議員としての立場を利用して予算をつけさせ、修復と機器購入にあてた。同年ジョゼフ・フーリエの後任として科学アカデミーの終身会長にも選ばれた。アラゴはその仕事に打ち込み、それによって多くの友人ができ、自身の名声も高めることになった。会長としてアラゴは亡くなった会員の業績を称えることも仕事だと認識しており、知識の幅広さや頭の回転の速さをそれに役立てた。
1834年、アラゴはスコットランドを再度訪問し、エディンバラで開催された英国科学振興協会の会合に出席した。その後1848年まで彼は研究中心の比較的平穏な生活を送ったが、2月革命に際しては研究を離れて臨時政府に参加した。彼は海軍・植民地大臣と陸軍大臣を務めたが、これら2閣僚職の兼任はアラゴがはじめてだった。アラゴは前者として海軍の制度改革を行い、さらにフランス植民地での奴隷制の全廃を成し遂げた。
1848年5月10日、行政権力委員会（フランス共和国の最高機関）の委員に選ばれ、さらに5月11日に議長（臨時政府首相）となり6月24日まで務めた。1851年にルイ＝ナポレオン（ナポレオン3世）がクーデターで権力を握り、翌年5月初めに政府全職員に対し忠誠の誓約を求めると、アラゴはこれを拒否して天文台長の職を辞した。しかし、ナポレオン3世はフランスの栄光を象徴する学者を失うことを嘆き、例外を設けることにした。

## 晩年

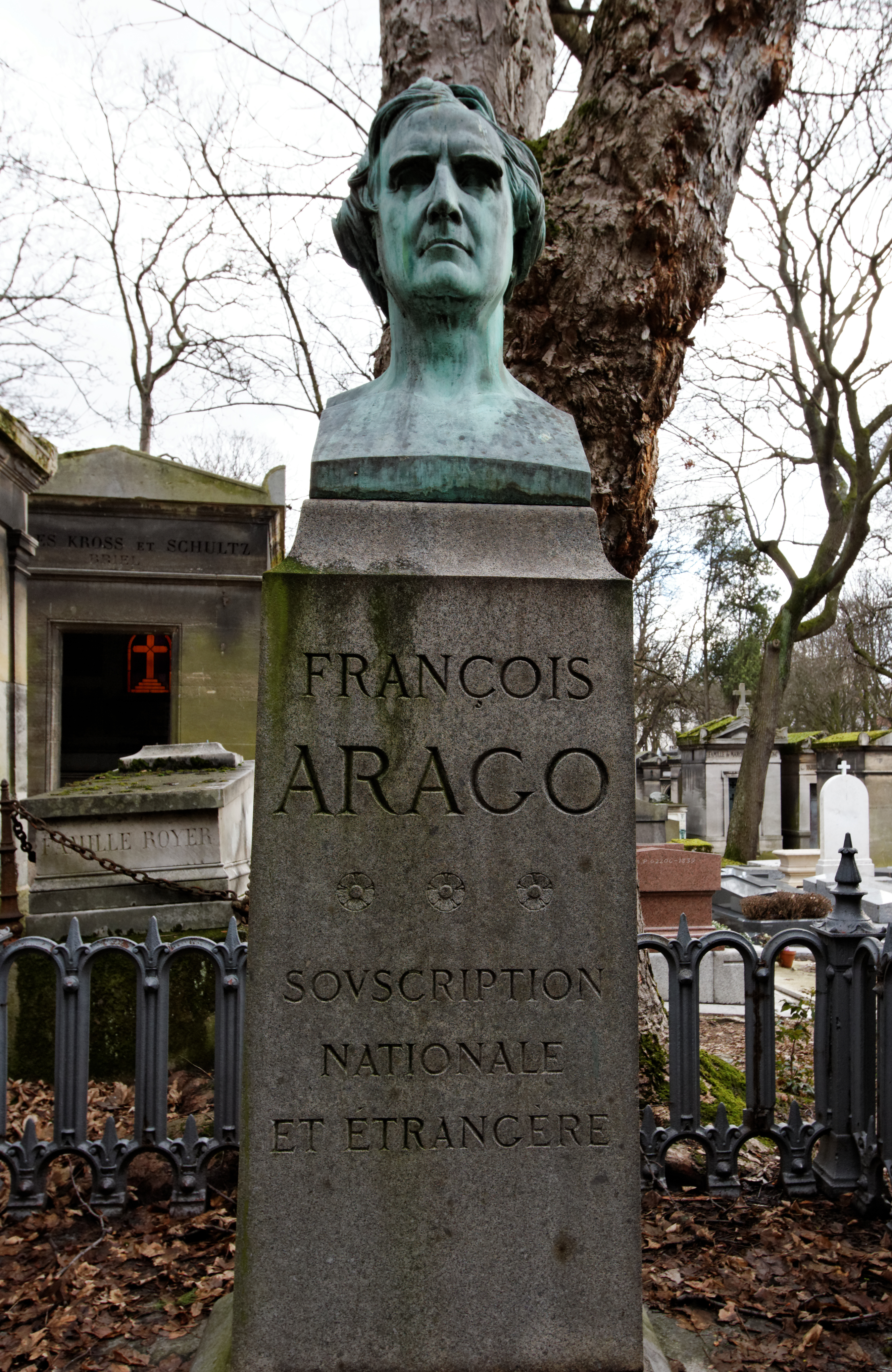
パリのペール・ラシェーズ墓地にあるアラゴの墓

1851年のクーデター後から糖尿病となり、ブライト病や浮腫を併発。彼が職を辞したのは忠誠を誓う誓わないの問題ではなく、天文学者として義務を果たせないからだった。1853年夏、医師に自然の空気に触れることを助言され、アラゴはピレネー山脈東部に療養にでかけたりしたが、その甲斐もなくパリで没した。死後、ペール・ラシェーズ墓地に埋葬された。

## その他
- 同時代の文学者や芸術家とも交流があり、バルザックの『絶対の探求(La Recherche de l'Absolu)』（地方貴族が化学研究の魅力にとりつかれ、ついには全財産を使い果たす物語。1834年）は彼との対話から着想されたといわれている。
- 火星と月には「アラゴ」と名付けられたクレーターがある。また、海王星には「アラゴ環」という環がある。さらに小惑星 1005 番はアラゴ (小惑星)と名付けられた。
- パリ13区のクルールバルブ地区（イタリア広場の北西）から14区のモンパルナス地区にかけて走るアラゴ大通り(Boulevard Arago)の名はフランソワ・アラゴへのオマージュである。アラゴが台長を務めたパリ天文台に隣接していることから名付けられた。

## 著作
アラゴの著作は彼の死後、J. A. Barral によって1854年から1862年に出版されたものがあり、全17巻ある。
英語に翻訳された著作としては以下のものがある。
- Treatise on Comets, by C. Gold, C.B. (London, 1833); also translated by Smyth and Grant (London, 1861)[1]
- Euloge of James Watt, by James Muirhead (London, 1839); also translated, with notes, by Lord Brougham[1]
- Popular Lectures on Astronomy, by Walter Kelly and Rev. L. Tomlinson (London, 1854); also translated by Dr W. H. Smyth and Prof. R. Grant, 2 vols. (London, 1855)[1]
- Arago's Autography, translated by the Rev. Baden Powell (London, 1855, 1858)[1]
- Arago's Meteorological Essays, with introduction by Humboldt, translated under the supervision of Colonel Sabine (London, 1855)[1]
- Arago's Biographies of Scientific Men, translated by Smyth, Powell and Grant, 8vo (London, 1857)[1]